# 建設ロボット
建設ロボット（けんせつロボット、英: Construction robots(英語版) ）は、建設現場で使用される自動化または半自動化された機械で、特定の作業（例：溶接、塗装、検査）を効率化することを目的とする。

## 概要
伝統的な建設機械（例：ショベルカー、ブルドーザー、クレーン）は人間が操作し、多目的に使用されるのに対し、建設ロボットはより高度な自動化レベルを持ち、特定のタスクに特化している点が特徴。  
- 自動化レベル：ロボットは遠隔操作や自律走行が可能で、人間の介入が少ない。
- タスク特化度：ロボットは特定の作業（例：防火被覆）に特化し、機械は汎用性が高い。
- 制御方法：ロボットはAIやセンサで制御されることが多く、機械は主に現場での操作に依存。

これらの違いは、建設ロボットが労働力不足や安全性の向上に貢献する重要な技術であることを示している。特に、日本では建設会社16社により「建設RXコンソーシアム」が設立され、業界全体でのロボット導入を推進している。

## 市場規模
建設ロボット市場は急速に成長中であり、2025年の市場規模は約442.49億ドルと推定され、2030年までに909.53億ドルに達する可能性がある。ただし、出典により推定値が異なり、数百億ドルから数千億ドルの範囲で議論がある。

## 代表的な建設ロボット
これらは、建設現場の効率化や安全性の向上に貢献している。
- 溶接ロボット[3] - 大型鋼柱の全周溶接を熟練工と同等の品質で、技能労働者（技能者）が操作しなくても24時間連続で溶接できる鹿島建設のマニピュレータ型現場溶接ロボットなど[4]。
- 墨出しロボット[5] - 建物の柱の中心線や壁の仕上げ位置の墨出しを自動化[6]。
- 耐火被覆吹き付けロボット - 大林組は鉄骨造の梁（はり）や柱に岩綿（ロックウール）を自動で施工する新型機を開発。同社は社内のみならず業界全体での採用を目指す[7]。
- 自動認識ロボット - 奥村組とユアサ商事はコンクリートを養生する際に表面の乾湿状況を自動で認識し支援するロボットを開発[8]。
- 窓枠施工ロボット・窓枠溶接ロボット - 建物の窓枠の取付けと溶接を自動化。YKK APはビル工事で窓枠の設置や溶接を担う窓枠施工ロボット「MABOT」（マボット）を2機種開発。サッシ業界初という[9]。
- タワークレーンの遠隔操作システム - 鹿島建設と竹中工務店は、建設機械レンタルのアクティオおよびカナモトとタワークレーンの遠隔操作システム「TawaRemo（タワリモ）」を共同開発[10]。
- 自律走行型ブラストロボットシステム（表面処理自動化ロボット） - RC（鉄筋コンクリート）造橋脚に研削材を圧搾空気で吹き付け、古い塗料やサビを除去するブラスト工法を自動で行うロボット[11][12]。
- 自律走行型塗装ロボット - 川田工業、常磐電機は橋梁部材の塗装を自動化するロボットを開発[13]。
- 天井施工ロボット - 天井板の取付けを自動化する清水建設の二本腕ロボット「Robo-Buddy Ceiling」[14]、6台のロボットが連携するテムザック社の「システム天井施工ロボット」[15]など。
- 自走式照度測定ロボット - 大成建設は引渡し前の照度検査を自走ロボットと専用アプリの連携で自動化するシステム「T-iDigital Checker」を開発[16]。
- ひび割れ検査ロボット - 床面のひび割れ検査を自動で行うロボット[17]。
- 双腕重機 - 2本の腕を持ち、複雑な作業を可能にする重機。日立建機のASTACO[18]など。
- 多機能鉄道重機[19] - 人型の作業アームを備え、鉄道保守作業に使用。(株)人機一体が開発し、JR西日本管内で「軌陸車」として稼働する。

これらのロボットは、建設現場の多様なニーズに応える形で開発されており、効率化や安全性の向上に寄与する。

## 代表的な企業
建設ロボットの開発・製造に関与する企業は多岐にわたり、以下のような企業が挙げられる。
- 鹿島建設 - 溶接ロボットや墨出しロボットを開発。
- 大林組 - 耐火被覆吹き付けロボを開発。
- 大成建設 - 自走式照度測定ロボットを開発。
- 清水建設 - 最先端技術を搭載した自律型ロボットが連携するシステム「シミズ・スマート・サイト」を導入[20]。
- 鴻池組 - 2024年8月、建設業界の生産性向上に寄与する最先端技術の実証実験を目的とした「鴻池組ロボットパーク」を開設[21]。
- Ixis（イクシス） - ロボット技術を通じ、社会・産業インフラに特化したサービスを提供する企業。表面処理ロボットを開発。
- YKK AP - 窓枠取付け・溶接ロボットを開発。
- 本郷組 - 線路の保守・改良など、特化領域で公共交通インフラを整備する企業。表面処理ロボットを開発。
- 川田工業 - 自律走行型塗装ロボットを開発。
- 常磐電機 - 自律走行型塗装ロボットを開発。
- 日立建機 - ASTACO（双腕重機）を開発。
- 西日本旅客鉄道 - 多機能鉄道重機を開発。

これらの企業は、建設ロボットの技術革新を牽引しており、業界の競争力を高めている。